# Riserva naturale Tasso Camigliatello Silano
La riserva naturale Tasso Camigliatello Silano è un'area naturale protetta situata in provincia di Cosenza, all'interno del Parco nazionale della Sila. La riserva occupa una superficie di 223,00 ettari ed è stata istituita nel 1977.

## Storia
La foresta di "Tasso-Camigliatello Silano", chiamata anche "Sila di Tasso", faceva parte delle cosiddette "Camere Chiuse", ovvero zone boscate nelle quali era proibito a chiunque di fare legna (legnare) poiché il legname era destinato alle costruzioni navali.
I confini da cui hanno preso origine questi territori demaniali furono delimitati nel 1976 con la Legge n. 3124, una delle prime leggi di tutela dei boschi della Sila.
Parte della riserva, in realtà, era stata inizialmente di proprietà del comune di Cosenza e successivamente passò in gestione all'Azienda per le Foreste Demaniali e quindi al Corpo Forestale dello Stato.

Il bosco di Pino laricio risultava iscritto nel Libro Nazionale dei Boschi da Seme alla scheda n° 101 e, con decreto Ministeriale del 17/07/1977, divenne riserva naturale biogenetica con finalità di 

## Territorio
La Riserva si trova su di un rilievo montuoso non accentuato a conformazione dolce e pendenza del 20-25%: l'idrografia è costituita dal Vallone Tasso e dal suo affluente di sinistra Vallone Mucone. Dal punto di vista geologico la Riserva si trova su substrato granitico.
Per quanto riguarda la ricerca scientifica, si occupa della salvaguardia e conservazione del soprassuolo finalizzata alla conservazione in situ delle risorse genetiche forestali. In prossimità della parte alta della riserva, sul Monte Scuro, è ubicata l'omonima stazione meteorologica dell'Aeronautica Militare.

## Fauna
Tra i mammiferi, possono frequentare l'area Canis lupus (lupo), Capreolus capreolus (capriolo), Sciurus vulgaris (scoiattolo), Felis silvestris (gatto selvatico), Sus scrofa (cinghiale), Martes martes (martora), M. foina (faina), Mustela putorius (puzzola), M. nivalis (donnola), Meles meles (tasso), Lepus italica (lepre italica), Vulpes vulpes (volpe).
È di grande interesse zoogeografico la presenza di un piccolo roditore della famiglia dei gliridi, il Dryomys nitedula (driomio), a distribuzione paleartica ma presente in isolamento in Calabria con la sottospecie endemica aspromontis.
Tra gli uccelli nidificanti: Accipiter gentilis (astore), Accipiter nisus (sparviere), Pernis apivorus (falco pecchiaiolo), Buteo buteo (poiana), Dryocopus martius (picchio nero), Columba palumbus (colombaccio), Otus scops (assiolo), Jinx torquilla (torcicollo), Picoides major (picchio rosso maggiore), Turdus viscivorus (tordela), Regulus ignicapillus (fiorrancino), Parus palustris (cincia bigia), Phylloscopus sibilatrix (luì verde), Sitta europea (picchio muratore), Oriolus oriolus (rigogolo), Lanius collurio (averla piccola). Si evidenzia che alcune specie di uccelli, come ad esempio Regulus regulus (regolo), Carduelis spinus (lucarino) e Loxia curvirostra (crociere), che sono solite
nidificare a latitudini maggiori, trovano nella riserva un habitat idoneo e sull'altopiano della Sila il limite più meridionale del loro areale.

## Flora
Il soprassuolo è composto da 110 ha di fustaia pura di Pinus nigra var. laricio (pino laricio) che prevale nel settore a quota più bassa e nell'esposizione sud/sud-est. Un'estensione di 90 ha è occupata da fustaia mista di pino laricio, Fagus sylvatica (faggio), Castanea sativa (castagno) e Abies alba (abete bianco). Infine 20 ha sono di ceduo di faggio e 3 ha di strade e fabbricati. 
Lungo i fossi sono presenti gruppi di Alnus glutinosa (ontano nero).

## Accessi
La riserva è ubicata ad una distanza di circa 500 m dalla località turistica di Camigliatello Silano. La parte ricadente nel comune di Spezzano della Sila prossima agli impianti di risalita dell'omonima località è meta di numerosi turisti.